# Камбьяссо, Эстебан
Эсте́бан Мати́ас Камбья́ссо Дело́ (исп. Esteban Matías Cambiasso Deleau; родился 18 августа 1980, Буэнос-Айрес, Аргентина) — аргентинский футболист, выступал на позиции полузащитника. Ранее играл за «Архентинос Хуниорс», мадридский «Реал», «Индепендьенте», «Ривер Плейт», миланский «Интер» и «Лестер Сити».

## Карьера футболиста

### Клубная
Камбьяссо воспитанник школы «Архентинос Хуниорс», хотя уже в 16 лет (1996 год), вместе со своим братом, переехал в Испанию, где начал выступать за юношеские команды мадридского «Реала». Однако заиграть в основе «Реала» так и не смог, после чего в 1998 году был отправлен на родину в аренду в «Индепендьенте», откуда в 2001 перешёл в «Ривер Плейт», сразу же выиграв чемпионат Аргентины.
В 2002 году тогдашний тренер «Реала» Висенте Дель Боске вернул Камбьяссо в команду, и Эстебан с командой тут же выиграл Суперкубок Европы. В 2003 году стал чемпионом Испании и обладателем Межконтинентального кубка. Правда, из-за большого числа высококлассных хавбеков Камбьяссо по-прежнему крайне редко попадал в основной состав «Реала», и руководство «королевского клуба» решило не продлевать с ним контракт, который истекал 30 июня 2004 года.
Июль 2004 года — Эстебан, на правах свободного агента, перешёл в «Интер», подписав четырёхлетний контракт. « — Я очень доволен и с нетерпением жду начала сезона, можно сказать, что исполнилась моя мечта» — заявил футболист на презентации. С «Интером» Эстебан дважды становился лучшим футболистом клуба, выиграл Лигу чемпионов в 2010-м году, Клубный чемпионат мира (2010), пять раз становился — чемпионом Италии, и по три раза обладателем кубка и суперкубка Италии.
В августе 2006 года — продлил контракт с «Интером» до лета 2010 года.
В марте 2009 года — продлил контракт с «Интером» до 30 июня 2014 года. Данное соглашение «Интер» решил не продлевать.
В августе 2014 года на правах свободного агента перешёл в английский клуб «Лестер Сити», подписав однолетний контракт, срок которого истек в июне 2015 года. Клуб предложил ему новый контракт, однако он отказался. 7 августа 2015 года подписал контракт с греческим клубом «Олимпиакос».
8 сентября 2017 года Камбьяссо завершил карьеру игрока.

### Сборная
В национальной сборной Эстебан дебютировал 20 декабря 2000 года в матче со сборной Мексики в Лос-Анджелесе. Обычно выполнял роль основного опорного полузащитника, о чём говорила футболка с пятым номером. На молодёжном уровне становился чемпионом мира в 1997 году.

## Достижения

### Командные
«Ривер Плейт»
- Чемпион Аргентины: 2002

«Реал Мадрид»
- Чемпион Испании: 2003
- Обладатель Суперкубка Испании: 2003
- Победитель Суперкубка Европы: 2002
- Победитель Межконтинентального кубка: 2002

«Интернационале»
- Чемпион Италии: 2006, 2007, 2008, 2009, 2010
- Обладатель Кубка Италии: 2005, 2006, 2010, 2011
- Обладатель Суперкубка Италии: 2005, 2006, 2010
- Победитель Лиги чемпионов УЕФА: 2009/10
- Победитель Клубного чемпионата мира по футболу: 2010

«Олимпиакос» (Пирей)
- Чемпион Греции: 2015/16, 2016/17

Сборная Аргентины
- Чемпион Южной Америки U-19: 1997, 1999
- Чемпион мира U-20: 1997
- Финалист Кубка конфедераций: 2005

### Личные
- Входит в состав символической сборной Европы по версии ESM: 2005/06
- Лучший футболист года в «Интере»: 2005
- Лучший футболист года в «Лестер Сити»: 2015
- Включён в зал славы миланского Интера[7]